# A felolvasó (film)
A felolvasó (eredeti cím: The Reader) 2008-ban bemutatott amerikai–német romantikus filmdráma, amely egy kamasz fiú szerelmét mutatja be egy nála kétszer idősebb nővel. Főszerepben Kate Winslet, David Kross és Ralph Fiennes. Kate Winslet alakítását Oscar-díjjal jutalmazták, miközben a film további négy jelölést is kapott.

## Cselekmény
A második világháború utáni években járunk. Michael (David Kross/Ralph Fiennes) a nála kétszer idősebb Hanna (Kate Winslet) segítségével gyógyul ki a skarlátból, így természetes, hogy ottmarad nála, és segít neki az otthoni munkában. Hamarosan szenvedélyes, erotikától túlfűtött kapcsolat veszi kezdetét közöttük, ami csak tovább mélyül, ahogy Michael felfedezi Hanna olvasás iránti szeretetét. A nő lenyűgözve hallgatja, ahogy Michael klasszikusokat olvas fel neki. Az idillnek azonban vége szakad, amikor Hannának nyoma vész.

## Főbb szereplők
| Karakter                 | Színész              | Magyar hang (2009) |
| ------------------------ | -------------------- | ------------------ |
| Hanna Schmitz            | Kate Winslet         | Major Melinda      |
| Michael Berg             | Ralph Fiennes        | Kautzky Armand     |
| Michael Berg fiatalon    | David Kross          | Szalay Csongor     |
| Rose Mather              | Lena Olin            | Koffler Gizi       |
| Ilana Mather felnőttként | Lena Olin            | Kerekes Andrea     |
| Ilana Mather fiatalon    | Alexandra Maria Lara | Mezei Kitty        |
| Rohl professzor          | Bruno Ganz           | Gruber Hugó        |
| Bíró                     | Burghart Klaußner    | Rosta Sándor       |
| Luisa Brenner            | Linda Bassett        | Bókai Mária        |
| Marthe                   | Karoline Herfurth    | Csuha Borbála      |
| Sophie                   | Vijessna Ferkic      | Szabó Zselyke      |
| Julia                    | Hannah Herzsprung    | Molnár Ilona       |
| Julia gyerekként         | Ava Eusepi-Harris    |                    |
| Carla Berg               | Susanne Lothar       | Hirling Judit      |
| Peter Berg               | Matthias Habich      | Kajtár Róbert      |